# هاينريش اوستر
هاينريش أوستر (ولد في 9 مايو 1878 في ستراسبورغ - توفي في 29 أكتوبر 1954 في إيسن) كان عالم كيمياء ألماني، تنفيذي في باسف وإي غه فاربن وأدين كمجرم حرب نازي.

## السنوات المبكرة
كان أوستر نجل الأوبرسلوبمينت هينريش أوستر وعمل كمتطوع بنفسه لمدة عام في الجيش عام 1898 قبل أن يدرس الكيمياء في أكاديمية برلين شارلوتنبورغ التقنية وجامعة فريدريش فيلهلم في برلين، وحصل على الدكتوراه عام 1905. ذهب على الفور للعمل في أجفا وبقي معهم حتى عام 1914 عندما عاد إلى الجيش للخدمة في الحرب العالمية الأولى. أصيب أوستر في وقت مبكر من الحرب، وفقد عينه اليسرى نتيجة لذلك، وكان معظم خدمته كعضو في طاقم قائد الجيش الألماني في الألزاس، وكذلك في مسائل شراء الأسلحة إلى BASF.

## إي غه فاربن
بعد الهدنة، تم تعيين أوستر بدوام كامل من قبل BASF كنائب للمدير وأصبح عضوًا في مجلس الإدارة في عام 1921. تم قبول أوستر في فورست لشركتهم الأم إي غه فاربن في عام 1926 كعضو مناوب وشغل عددًا من مناصب المسؤولية الأخرى في الشركة، بما في ذلك عضوية لجنة عمل مجلس الإدارة، ومنصب العضو المنتدب لنقابة النيتروجين والعضوية اللجنة الفرعية للأسمدة والمتفجرات. تمت ترقيته إلى عضوية كاملة في مجلس إدارة IG Farben في عام 1931.

## تحت حكم النازية
أدرك أوستر إمكانات نمو الحركة النازية وكان من أوائل الشخصيات البارزة في إي غه فاربن التي دعت إلى التعاون الوثيق مع حركة أدولف هتلر. شغل أوستر رعاية عضوية لقوات الأمن الخاصة النازية من عام 1935 إلى عام 1939، وهو المنصب الذي منحه رتبة ضابط في حركة الزي الأسود. لم يصبح عضوًا كامل العضوية في الحزب النازي نفسه حتى عام 1940. في عام 1939 حصل على وسام استحقاق الحرب من الدرجة الأولى.

## ما بعد الحرب
اعتقلت القوات الأمريكية المحتلة أوستر في عام 1946، وفي العام التالي اتُهم بارتكاب جرائم حرب كجزء من محاكمة إغه فاربن. في عام 1948، حُكم عليه بالسجن لمدة عامين بتهمة "النهب والسلب".
بعد إطلاق سراحه في عام 1949، تولى منصبًا في مجلس إدارة شركة (Gelsenberg AG). 